# Tuffi
I tuffi sono uno sport nel quale gli atleti, lanciandosi da un trampolino o da una piattaforma posti ad una certa altezza sopra una piscina, saltano in acqua eseguendo una serie di acrobazie. A partire dalla terza edizione dei Giochi olimpici di Saint Louis 1904, i tuffi sono compresi nel programma olimpico.
I tuffi vengono eseguiti o dal trampolino – una tavola lunga e flessibile che si piega quando il tuffatore salta ripetutamente alla sua estremità per guadagnare in altezza e velocità prima del tuffo – o da una piattaforma rigida posta a grande altezza. Nelle principali competizioni esistono le gare dal trampolino da 1 e 3 metri e la gara dalla piattaforma da 10 metri.
Anche se non particolarmente popolare a livello di praticanti, i tuffi sono uno degli sport olimpici più seguiti grazie alla loro spettacolarità, attirando un gran numero di spettatori. I tuffatori possiedono molte delle caratteristiche comuni ai ginnasti tra cui forza, flessibilità e agilità.
Fuori dal programma olimpico, ma ammessa dalla FINA dal 2013 nei campionati mondiali esistono i tuffi dalle grandi altezze nei quali gli atleti (spesso tuffatori professionisti ma anche ex-acrobati),  si lanciano da altezze che variano dai 20 ai 30 metri, in genere da piattaforme artificiali montate a strapiombo su laghi e fiumi o direttamente in mare; famosa era la prova che si svolgeva dal ponte di Mostar nella ex-Jugoslavia. L'accelerazione di gravità porta un corpo in caduta libera alla velocità di 80-90 chilometri orari in pochi secondi: se l'acqua non viene "tagliata" perfettamente in verticale dal corpo, l'impatto non viene assorbito. L'entrata in acqua avviene invariabilmente con i piedi. Data la pericolosità, gli atleti effettuano solo 3 salti, con un giudizio che per ogni tuffo è simile a quello adottato dagli arbitri nei tuffi olimpici. 
Se non viene indossato un qualche tipo di protezione, obbligatorio da anni invece in altri sport di eguale rischio e abilità (come la cintura elastica nel bungee jumping), non si possono escludere il ripetersi di fatti di trauma grave con paralisi o morte dell'atleta.

## Storia

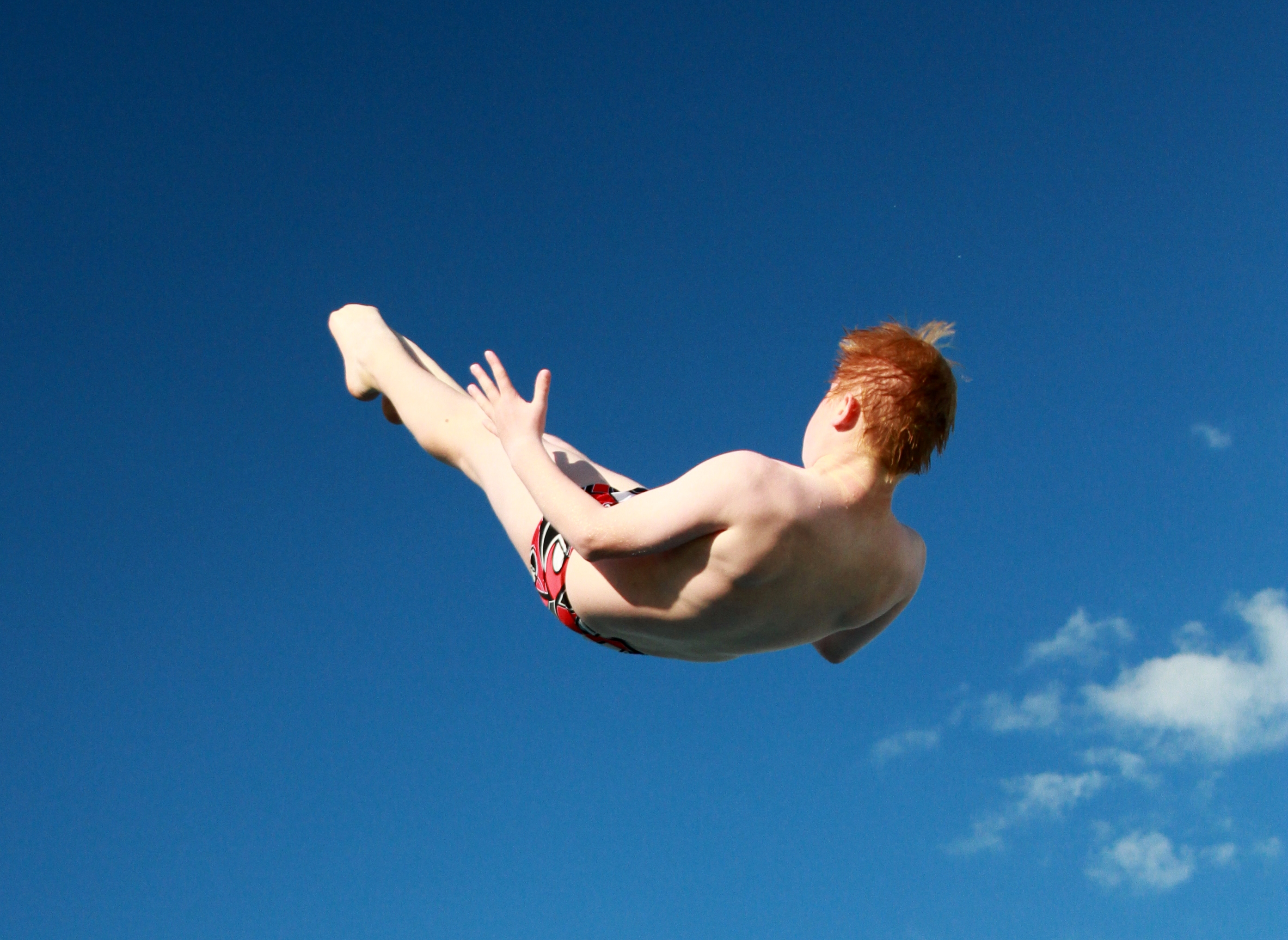
Daniel Nybro Sørensen all'International Youth Diving Meeting di Graz 2013

### Le origini
Sebbene i tuffi siano stati un passatempo popolare in tutto il mondo fin dai tempi antichi, l'origine dello sport dei tuffi viene ricondotta al 1811, quando un gruppo di nuotatori tedeschi si dedicò alla nuova disciplina.
La prima esibizione pubblica di cui si ha notizia avvenne nella prima metà del XVIII secolo a Berlino da parte di due tuffatori originari di Halle, che si lanciarono da un trampolino rudimentale sulla Sprea. Erano operai delle saline Halloren di Halle an der Saale, dove veniva vaporizzata l'acqua del fiume cittadino per l'estrazione del sale. Tra gli operai v'era la tradizione di tuffarsi nell'acqua dolce da trampolini raffazzonati, per ripulirsi dal sale.
I ginnasti furono entusiasmati ed utilizzarono i tuffi per i loro allenamenti, in modo da attutire le cadute degli esercizi male eseguiti. La cosa fece sviluppare le acrobazie aeree, con primordiali salti mortali di interesse per il pubblico.
Nello stesso periodo i ginnasti svedesi avevano optato per tuffi da altezze più elevate, che consentivano più spazio aereo per le acrobazie, con la costruzione di torri e vasche profonde. A loro è attribuita la nascita della primordiale piattaforma, con la tecnica di tuffi più semplici di quelli eseguiti dai tedeschi, che curavano maggiormente l'ingresso in acqua. Furono inventati i "tuffi fantasiosi".
Verso la fine del XIX secolo i tuffi si diffusero anche in Italia ed in particolare a Roma dove il ponte Milvio divenne un luogo ideale per le acrobazie sul Tevere. Analogo fenomeno si verificò in Gran Bretagna e nella zona dei Balcani.
I tedeschi furono i primi ad effettuare, a Berlino nel 1882, gare ufficiali da piattaforme alte e basse. La prima regolamentazione venne effettuata nel 1891 ed il primo Campionato ufficiale si tenne a Berlino nel 1893.
Anche in Gran Bretagna nello stesso periodo presero avvio le prime competizioni moderne. Nel 1883 la English Amateur Swimming Association (all'epoca chiamata Swimming Association of Great Britain) iniziò per la prima volta un campionato di tuffi (plunging championship), che si interruppe nel 1937.
In Italia il primo campionato nazionale si disputò nel 1900 a Milano, presso i Bagni di Diana.
In Inghilterra la pratica di tuffi da grandi altezze guadagnò popolarità. Il primo campionato del mondo si svolse a Highgate Ponds nel 1985, organizzato dalla Royal Life Saving Society nel 1895. L'evento consisteva di tuffi in piedi e in esecuzione da 15 o 30 piedi (4,6 o 9,1 metri).
Fu a questo evento che la tradizione svedese dei tuffi fantasiosi prese piede. La disciplina fu introdotta dagli atleti Otto Hagborg e C F Mauritzi, che mostrarono le loro tecniche acrobatiche dal trampolino da 10 metri di Highgate Pond e stimolarono l'istituzione della Amateur Diving Association nel 1901, la prima organizzazione dedicata ai tuffi nel mondo (in seguito riunita con la Amateur Swimming Association).

### Giochi olimpici
I tuffi vennero introdotti ai Giochi olimpici Saint Louis 1904, dove venne portata la disciplina dei tuffi per distanza, in cui gli atleti si tuffavano in piscina in avanti e, una volta entrati in acqua dovevano rimanere immobili per 60 secondi, con l'obiettivo di percorrere più distanza possibile grazie alla sola spinta iniziale del corpo. A quell'edizione vinse lo statunitense William Dickey, con la distanza di 19,05 metri.

## Competizioni
Le competizioni ufficiali sono:
- Trampolino 1 metro
- Trampolino 3 metri
- Piattaforma 10 metri
- Trampolino 3 metri - sincronizzato

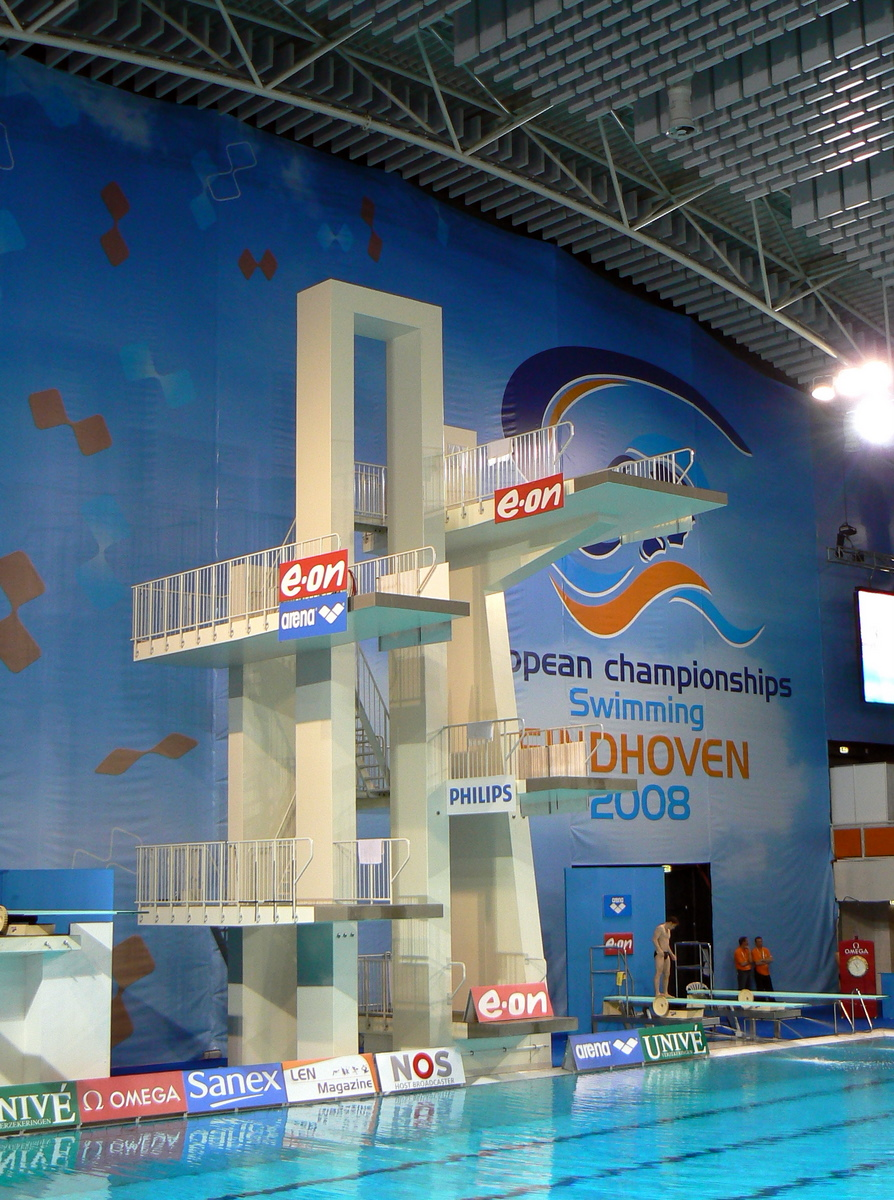
Le varie piattaforme per i tuffi ai campionati europei di nuoto 2008

- Piattaforma 10 metri - sincronizzato
- Trampolino 3 metri e Piattaforma 10 metri a squadre
- Trampolino 3 metri e Piattaforma 10 metri - sincronizzato misto

## Calcolo dei punteggi
Nelle competizioni ufficiali i tuffatori eseguono diverse acrobazie durante il tuffo, compresi salti mortali e avvitamenti con varie orientazioni e diverse posizioni di partenza (nella piattaforma si può partire anche da una posizione verticale capovolta nella quale l'atleta si regge sulle mani). Essi vengono giudicati in base al completamento di tutti gli aspetti del tuffo, alla conformità dei movimenti del corpo a quelli dichiarati prima dell'esecuzione del tuffo, ed alla quantità di spruzzi sollevati dall'entrata in acqua (meno sono più il punteggio è elevato). Il punteggio ottenuto viene quindi moltiplicato per un coefficiente di difficoltà, derivato dal numero di movimenti previsti dal tuffo. Il tuffatore con il punteggio totale più alto, dopo un numero determinato di tuffi (di solito sei nelle competizioni principali), viene nominato vincitore.

### Tuffi sincronizzati
I tuffi sincronizzati sono entrati nel programma olimpico ai Giochi olimpici di Sydney 2000. In questo evento, due tuffatori che formano una squadra tentano di eseguire contemporaneamente lo stesso tuffo con sincronia. Questo costituisce una difficoltà ma anche uno spettacolo notevole e richiede ai due compagni un grande livello di coordinazione. Il movimento viene valutato dai giudici in base alla singola esecuzione del tuffo da parte di ogni atleta ed alla sincronizzazione fra i due.

### Calcolo del punteggio
Ci sono tre elementi principali sui quali la prova è giudicata: la partenza, il volo e l'entrata in acqua. I fattori principali che influenzano la decisione dei giudici sono:
- l'altezza massima raggiunta dall'atleta in volo, preferibilmente la più elevata possibile;
- la qualità e la lunghezza temporale della verticale sulle mani eseguita sulla piattaforma, se era prevista in entrata;
- la distanza orizzontale dell'atleta dalla piattaforma durante il volo, che non dovrebbe essere pericolosamente corta ma non dovrebbe superare i 2 piedi (0,61 m);
- la posizione del corpo durante l'acrobazia: in particolar modo, i piedi dovrebbero sempre toccarsi e le capovolte o gli avvitamenti dovrebbero essere eseguiti in modo corretto;
- l'angolo di entrata, che dovrebbe essere di 90 gradi: il movimento deve finire ben prima dell'entrata in acqua, ed il corpo allinearsi appropriatamente;
si definisce scarso un tuffo con angolo di entrata in acqua, rispetto al progresso della rotazione, inferiore a 90 gradi; abbondante se è superiore a 90 gradi.

Ogni giudice fornisce un voto complessivo da 0 a 10. Nelle competizioni principali ci si affida in genere a 7 giudici (9 giudici per il salto sincronizzato): i due punteggi più alti e i due più bassi vengono eliminati, i rimanenti 3 punteggi vengono sommati tra loro e poi moltiplicati per il coefficiente di difficoltà ottenendo così il punteggio del tuffo.

## Tipi e numerazione dei tuffi

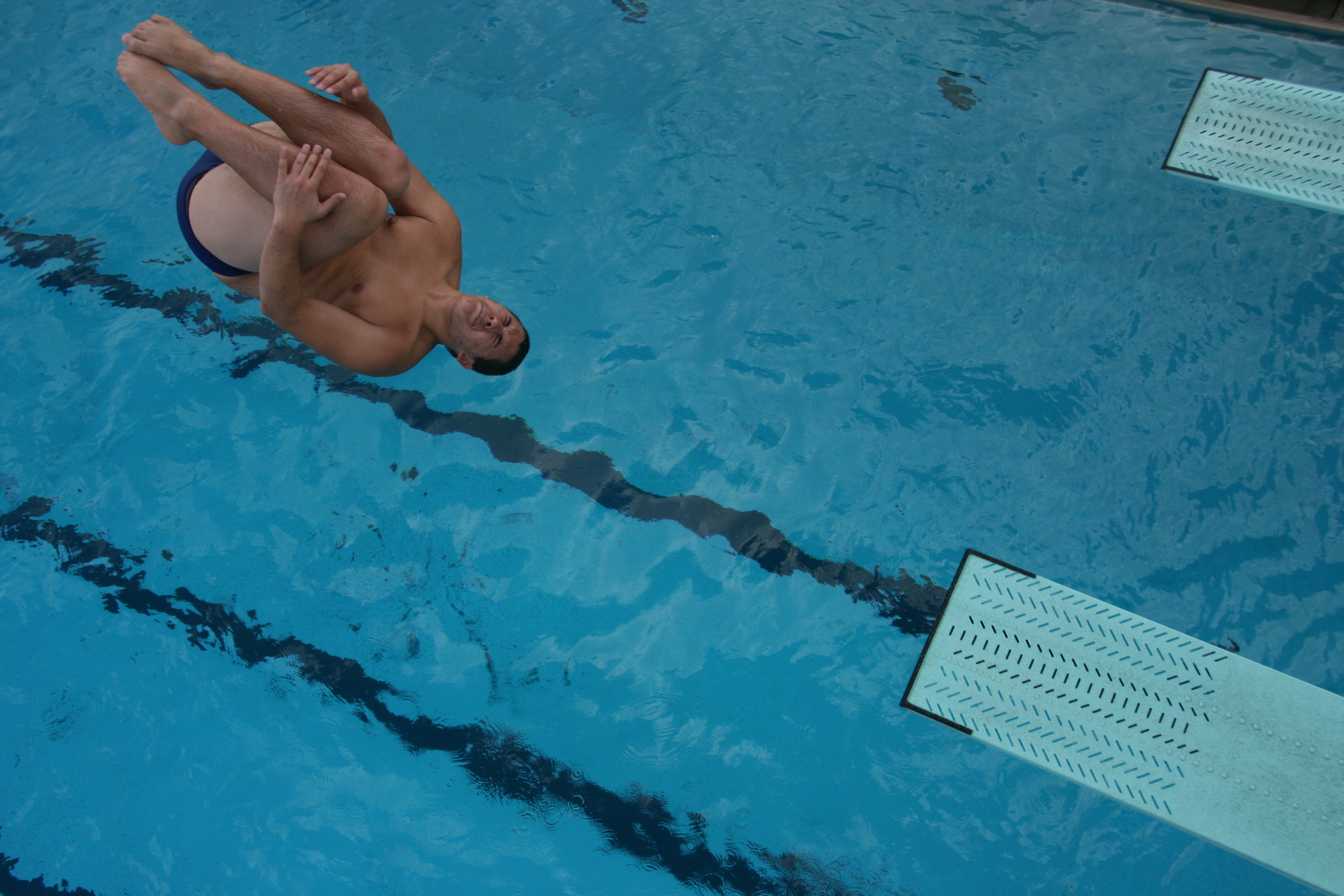
Un atleta esegue un tuffo rovesciato in posizione raggruppata

Vi sono 6 principali gruppi di tuffi che vengono eseguiti di norma dagli atleti. Essi sono:
- Gruppo 1: avanti, nel quale il tuffatore salta guardando avanti e ruota in avanti.
- Gruppo 2: indietro, nel quale il tuffatore salta guardando la pedana e ruota indietro.
- Gruppo 3: rovesciato, nel quale il tuffatore salta guardando la piscina ma ruota indietro.
- Gruppo 4: ritornato, nel quale il tuffatore salta rivolto verso la pedana e ruota in avanti.
- Gruppo 5: avvitamento, comprendente qualunque tuffo nel quale l'atleta esegua un avvitamento.
- Gruppo 6: verticale, solo nelle gare da piattaforma, comprende qualunque tuffo nel quale si parta dalla posizione verticale.

Oltre a ciò, vi sono anche quattro differenti posizioni di rotazione che possono essere assunte:
- Posizione A: teso, con gambe e braccia completamente distese (la più difficile).
- Posizione B: carpiato, con gambe tese come sopra ma braccia piegate (di media difficoltà).
- Posizione C: raggruppato, con sia gambe che braccia piegate, in modo da formare una piccola palla (più facile e che permette la maggiore velocità di rotazione).
- Posizione D: libero, che comprende qualunque combinazione delle tre precedenti, ma deve contenere un avvitamento.

### Numerazione
Nelle competizioni, ad ogni tuffo viene assegnato un codice, che consiste di 3 o 4 cifre seguite dalla lettera indicante la posizione di rotazione. Il primo numero del codice individua sempre il gruppo del tuffo.
Per i primi 4 gruppi, che prevedono solo rotazioni, il codice consiste di 3 cifre ed una lettera. La terza cifra indica il numero di mezze rotazioni, mentre la seconda può essere 0, se il tuffo viene eseguito normalmente, od 1, se viene eseguita una variazione "in volo" del tipo di rotazione. Quest'ultima possibilità però è ormai inutilizzata nelle competizioni di alto livello.
Ad esempio:
- 101A – salto avanti (1), regolare (0), con mezza rotazione (1) tesa (A), o semplicemente teso in avanti
- 203C – salto indietro (2), regolare (0), con una rotazione e mezza (3) in posizione raggruppata (C), o semplicemente un salto mortale e mezzo indietro raggruppato
- 307C – 3 salti mortali e mezzo rovesciato raggruppato

Per il gruppo 5, che prevede anche avvitamenti, si necessita di una quarta cifra. La seconda indica il sottogruppo da 1 a 4, la terza il numero di mezze rotazioni e la quarta il numero di mezzi avvitamenti. Ad esempio:
- 5211A – salto indietro (2) con mezza rotazione (1) nella posizione tesa (A) e mezzo avvitamento (1)
- 5337D – un salto mortale e mezzo rovesciato con tre avvitamenti e mezzo, in posizione libera (D)

Per il gruppo 6 infine il numero può consistere di 3 o 4 cifre, a seconda se contiene o meno avvitamenti. Nel caso in cui non ci siano avvitamenti, la seconda cifra indica il senso di rotazione come sopra e la terza il numero di mezze rotazioni. Per esempio:
- 612B – verticale con salto mortale in avanti carpiato
- 624C – verticale con doppio salto mortale indietro raggruppato

Se vi sono anche avvitamenti, si aggiunge una cifra prima della lettera ad indicare il numero di mezzi avvitamenti: da notare che il salto inizia comunque con la cifra 6 per indicare la verticale. Ad esempio:
- 6243D – verticale con doppio salto mortale indietro ed un avvitamento e mezzo